# 조국혁신당
조국혁신당(祖國革新黨)은 2024년 3월 3일 창당한 대한민국의 민주진보진영 정당 이다. 

## 역사
2024년 2월 13일, 조국 전 법무부장관이 부산민주공원 기자회견에서 신당 창당을 선언하였고, 14일 창당준비위원회 발기인대회, 15일 창당준비위원회 등록을 하였다. 이후 지역 시도당들을 창당하였으며, 2024년 2월 29일에 조국혁신당을 공식 당명으로 결정하였다.
창당 계획 당시에는 '조국신당'이라는 가칭으로 알려져 있었는데, 중앙선거관리위원회는 2024년 2월 26일에 "조국 전 법무부 장관과 같이 특정 정치인의 이름을 특정 정당의 이름에 명시적으로 포함하는 것은 정당 민주주의, 정당의 목적과 본질에 부합하지 않기 때문에 허용할 수 없다. 그러나 정당 이름에 명시된 '조국'이라는 단어가 조국(曺國)이라는 정치인이 아닌 조상 때부터 대대로 살던 나라를 뜻하는 단어인 '조국'(祖國)을 가리킨다면 사용할 수 있다."고 유권해석을 내렸다. 2024년 3월 3일 일산 킨텍스에서 창당대회를 열고 공식적으로 창당했다. 또한 이 자리에서 초대 당대표에 조국이 선임되었다.
제22대 총선(2024. 4.)과 관련하여 2024년 2월 25일, 인재1호로 신장식 변호사를 영입하였다. 2024년 3월 4일, 영입 인재 2호로 구글 출신 IT 전문가인 이해민을 영입하였으며, 3월 5일에는 3호 서왕진 전 서울연구원장과 4호 김형연 전 법제처장을 영입하였다. 3월 6일, 5호 김선민 전 건강보험심사평가원장, 6호 김준형 전 국립외교원장을 영입하였다. 3월 7일, 7호 박은정 전 부장검사, 8호 차규근 전 법무부 출입국외국인정책본부장을 영입하였다.
2024년 3월 8일, 현역 황운하 국회의원이 기자회견을 통해 조국혁신당 합류를 결심했다고 밝혔다.
2024년 3월 15일, 당원 수가 10만 2,000명을 넘어섰다. 그리고 20명의 제22대 총선 비례대표 선거 출마 후보자를 확정, 후보 목록을 발표하였다. 조국혁신당은 16일 비례대표 후보자들의 정견 발표를 하고, 17일 09시부터 18일 18시까지 비례 순번 지정을 위한 국민 투표를 하고, 18일 21시에 비례대표 순번을 발표하기로 하였다. 3월 18일, 당 선거관리위원회가 국민참여선거인단 투표 결과에 따른 비례대표 후보 순번을 발표하였다.
2024년 4월 10일 대한민국 제22대 국회의원 선거에서 정당 득표율 24.25%로 대한민국 제22대 국회 의석 300석 중 12석의 의석을 얻었다.
2024년 7월 20일, 제1차 전국당원대회를 열고, 당대표에 조국, 최고위원에 김선민·황명필을 각각 선출하였다.

## 지도부

### 창당준비위원회
- 창당준비위원회[B]
  - 공동창당준비위원장: 은우근, 김호범, 강미숙[28]
  - 인재영입위원장: 조국
  - 공동 후원회장: 조정래, 문성근[12]

### 초대 지도부(2024. 3.~2024. 7.)
- 초대 지도부(2024. 3. 3.~2024. 7.)[C]
  - 당대표: 조국→김준형(권한대행)
  - 대변인: 신장식
  - 원내대표: 황운하
  - 정책위원회 의장: 서왕진[9]
  - 전국대의원대회 의장: 권위상[9]
- 파란불꽃선거대책위원회
  - 상임선거대책위원장: 조국

공동선대위원장: 은우근, 김호범, 강미숙
총괄본부장: 황현선
종합상황실장: 유대영
비서실장: 조용우
정책본부장: 서왕진
국민소통미디어본부장: 이해민
전략본부장: 윤재관
홍보본부장: 오필진
수석대변인: 신장식
대변인: 김보협, 강미정, 배수진
외신대변인: 이지수
공보단장: 조혜진

### 제2기 지도부(2024. 7.~)
- 기간: 2024. 7. 20.~
- 당대표 : 조국→김선민(권한대행)
- 원내대표 : 황운하→서왕진
- 정책위원회 의장 : 서왕진→차규근→정춘생
- 최고위원 : 황명필·서왕진→차규근·이해민

조국혁신당은 2024년 7월 20일, 경기도 수원컨벤션센터 컨벤션홀에서 제1차 전국당원대회를 열었다. 그리고 단독 후보자로 출마한 조국 후보자를 당대표로 선출하였으며, 최고위원에 김선민(수석)·황명필 후보가 선출되었다. 그러나 2024년 12월 12일에 조국 당대표가 대법원으로부터 징역 2년, 추징금 600만원을 선고한 원심을 확정함에 따라 유죄 판결을 받으면서 김선민 당대표 권한대행 체제에 들어갔다.

## 당 이름 속 조국과 당의 이념
통상 "조국"(祖國)이라는 단어는 motherland 또는 one's country, one's fatherland, one's native country로 변역된다. 따라서 언중은 조국혁신당의 영어 직역으로 Rebuilding Motherland Party, Rebuilding Our Fatherland Party 등을 상상할 수 있다. 그러나, 조국혁신당이 정한 영어 당명은 애국심을 강조하는 느낌이 덜 드는 Rebuilding Korea Party이다.

## 주요 선거 결과

### 국회의원 선거
|  | 24.25% |

|  | 4% |

2024년 제22대 국회의원 선거에서 지역구에는 후보자를 내지 않고, 비례대표 후보자만을 공천하였다.

## 같이 보기
- 대한민국 제22대 국회의원 선거
- 대한민국 제22대 국회의원 선거 조국혁신당 후보 목록
- 더불어민주당
- 조국